# مؤمن‌آباد (بافق)
مومن‌آباد (بافق)، روستایی از توابع بخش مرکزی شهرستان بافق در استان یزد ایران است.

## جمعیت
این روستا در دهستان سبزدشت قرار دارد و براساس سرشماری مرکز آمار ایران در سال [۱۳۸۵، جمعیت آن ۱۰ نفر (۵خانوار) بوده‌است.